# Benjamin Silber
Benjamin Silber (* 28. Dezember 1772 in Waldheim; † 7. April 1821 zu Annaburg) war ein sächsischer Major und Romanschriftsteller unter den Pseudonymen Karl Sebald und Eduard Blum.

## Leben
Benjamin Silber war Sohn des späteren Superintendenten zu Heldrungen, Christian August Heinrich Silber. Er besuchte die Klosterschule in Roßleben und studierte einige Zeit in Wittenberg Theologie. Er trat aber nachfolgend 1790 in das sächsische Artilleriekorps ein, wo er 1798 zum Leutnant aufstieg. Er war in Freiberg und Dresden stationiert und nahm mit seinem Verband an den Koalitionskriegen teil, wo er 1806 bei der Schlacht bei Jena schwer verwundet wurde. Er wurde nach seiner Genesung aufgrund Unfähigkeit zu weiterem Kriegsdienst als Artilleriezeugwärter auf der Festung Königsstein stationiert und nachfolgend nach Annaburg versetzt. Am 14. April 1810 erfolgte seine Beförderung zum Oberleutnant. Schon wenig später rückte er zum Hauptmann auf. Nach weiteren Jahren wurde er Kassierer des Soldatenknabeninstituts zu Annaburg und 1813 mit dem Charakter eines Majors ausgezeichnet. Aufgrund einer Brustkrankheit nahm er jedoch seinen Abschied aus dem aktiven Dienst.

## Werke (Auswahl)
- Die sieben Sonntage. Freyberg, 1803 (Digitalisat)
- Churfürst Johann Friedrich. Sommersche Buchhandlung, Leipzig. 1804 (Digitalisat)
- Leben Oliver Cromwell’s, Protectors von England. Sommersche Buchhandlung, Leipzig. 1804 (Digitalisat)
- Richard und Angelika – Band 2. Klefeldsche Buchhandlung, Leipzig. 1805 (Digitalisat)
- Die Nebenbuhlerinnen – Band 2. J. D. Sander, Berlin. 1806 (Digitalisat)